# Srebarna naturreservat
Srebarna naturreservat (bulgarsk: Природен резерват Сребърна, translittereret som Priroden rezervat Srebarna) er et natur- og biosfærereservat i det nordøstlige Bulgarien (Syd Dobruja), nær landsbyen af samme navn, 18 km vest for Silistra og to km syd for Donau. Det omfatter Srebarna-søen og dens omgivelser og er et vigtigt vådområde beliggende på Via Pontica, en fugletrækrute mellem Europa og Afrika. Som et resultat giver det yngle- og trækhabitater for mange truede fuglearter.
Reservatet omfatter 6 km2 beskyttet område og en bufferzone på 5,4 km2. Søens dybde varierer fra en til 3 meter. Der er bygget et museum, hvor der er arrangeret en samling af udstoppede arter, der er typiske for reservatet.

## Historie
Mens Srebarna-søen tidligere blev undersøgt mange gange af udenlandske biologer, var den første bulgarske videnskabsmand, der interesserede sig for området, Aleksi Petrov, som besøgte reservatet i 1911. I 1913 blev hele det sydlige Dobrudja indlemmet i Rumænien, men blev returneret til Bulgarien i 1940, da området endnu en gang blev besøgt af Petrov for at undersøge kolonierne af fugle, der rede der.
Området blev udpeget til et naturreservat i 1948 og har været et Ramsar-område siden 1975. I 1977 blev det for første gang anerkendt som en biosfærereservat af UNESCO. Reservatet blev anerkendt som verdensnaturarv under konventionen fra 1972 om beskyttelse af verdens kultur- og naturarv og optaget på UNESCOs verdensarvsliste i 1983.

## Legender
Der er flere sagn om oprindelsen af søens navn. Den ene handler om en khan ved navn Srebrist, der døde i nabolaget, mens han deltog i en ulige kamp med pechenegerne . En anden fortæller om en båd fuld af sølv (srebro på bulgarsk) langs bredden af søen. Ifølge en tredje, der anses for at være mest plausibel, stammer navnet fra de sølvfarvede refleksioner på søens overflade under fuldmåne.

## Flora og fauna

### Flora
Der er hydrofytarter som siv i og omkring søen. Reservatet er hjemsted for 139 plantearter, 11 af dem er i fare for at uddø uden for Srebarnas territorium.

### Fauna
Der findes en bred vifte af fauna i området. 39 pattedyr, 21 krybdyr og padder og 10 fiskearter bor i reservatet, men det er mest berømt for den store artsrigdom af fugle, hvor der er 179 arter der yngler i området. Disse arter omfatter adskillige arter af hejrer og skarver, sort ibis , den dalmatiske pelikan, knopsvaner, grågæs, rørhøg og blåhals. Små pattedyr i reservatet omfatter flere spidsmus- og andre musearter.

## Galleri
- Galleri med 360° panoramabilleder fra reservatet